# Село имени Мамаита Омарова
Село имени Мамаита Омарова (каз. Мәмәйіт Омаров атындағы ауыл, до 1993 года — Грязновка, до 2008 года — Казалы) — село в Павлодарской области Казахстана. Расположено в 60 км к югу от Павлодара и в 20 км к юго-востоку от города Аксу. Находится в подчинении городской администрации Аксу. Административный центр сельского округа имени Мамаита Омарова. Код КАТО — 551653100.

## История
Село было центральной усадьбой бывшего овцеводческого совхоза «Аксуский». Совхоз был образован в 1929 году и до 1990 года назывался «Ермаковский».
В 2008 году село было названо в честь Героя Социалистического Труда Мамаита Омарова, возглавлявшего совхоз «Ермаковский» в 1947—1972 годах. В 1971 году Героем Социалистического Труда также стал чабан этого совхоза Шахан Аргинбаев.

## Население
В 1985 году в селе жили 1343 человека, в 1999 году население села составляло 1176 человек (586 мужчин и 590 женщин). По данным переписи 2009 года, в селе проживали 1192 человека (619 мужчин и 573 женщины).